# TuRa 1904 Bonn
TuRa 1904 Bonn was een Duitse voetbalclub uit Bonn, Noordrijn-Westfalen.

## Geschiedenis
De club werd in 1921 opgericht na een fusie van CfR 04 Bonn en Bonner TV. De officiële fusie vond echter pas in 1922 plaats en tot die tijd speelde de club onder de naam TV 04 Bonn.
De club startte in de tweede klasse van de Rijncompetitie. Aan het einde van het seizoen nam de club deel aan de eindronde om promotie en in een beslissende wedstrijd tegen Kölner TuSV 93 won de club met 6:3 en promoveerde. De club eindigde in de middenmoot en verloor de eerste seizoenen altijd de derby's tegen Bonner FV 01. Na 1926 werd de club in een andere reeks ingedeeld als Bonner FV maar eindigde nog steeds in de lagere middenmoot. In 1927 ging de club in het Schmidt-Schneiders-Stadion spelen. Pas in 1928/29 eindigde TuRa voor het eerst in de top 3. Na dit seizoen werden beide reeksen samengevoegd en nu eindigde TuRa slechts tiende op dertien clubs. De competitie werd weer gesplitst maar opnieuw leidde dit niet tot succes.
In 1933 werd de competitie grondig geherstructureerd door de NSDAP, die aan de macht gekomen was in het Derde Rijk. Het aantal hoogste klasse werd drastisch naar onder gehaald over heel het land. TuRa werd in de Gauliga Mittelrhein ingedeeld, maar kwalificeerde zich hier niet voor en moest naar de tweede klasse. Dit leverede heel wat protest op omdat er al vijf clubs uit Keulen geselecteerd waren voor de competitie. Uiteindelijk werd de competitie met één club uitgebreid, maar het was niet TuRa, maar een zesde Keulse club (Rhenania) dat zich plaatste.
De promotie was de eerste doelstelling, maar na een goede seizoenstart werd de club vierde terwijl de titel naar SC Blau-Weiß 06 Köln ging. Het volgende seizoen streed de club met Victoria Köln om de titel en won deze waardoor ze aan de eindronde om promotie mochten deelnemen. Samen met SV Oberstein eindigde de club op de eerste plaats in de groep en kreeg de promotie door een beter doelsaldo. TuRa stormde de Gauliga binnen en nam al snel de leidersplaats in beslag en liep op een bepaald moment zelfs vijf punten uit. Op de voorlaatste speeldag was de voorsprong geslonken tot één punt. Een thuiszege tegen Kölner SC 99 volstond voor de titel. Echter verloor de club in de toegevoegde tijd na een penalty waardoor de titel naar CfR Köln ging. Enige troost was dat ze twee punten voorsprong hadden op rivaal Bonner FV. Het tweede seizoen verliep veel moeizamer en TuRa moest vechten tegen degradatie. Er kwam nu ook een grote rivaliteit met stadsrivaal SV 06 Beuel, dat net gepromoveerd was en een aantal spelers bij TuRa weggeplukt had. In de Tschammerpokal, de voorloper van de DFB-Pokal versloeg de club SV 06 Kassel, maar werd dan door Eintracht Braunschweig gewipt. In 1937/38 was de club opnieuw in degradatiegevaar en was lange tijd rode lantaarn. Er kwam echter een ommezwaai en na een zege tegen rivaal Bonner FV keerde het tij. Op de laatste speeldag speelde TuRa gelijk tegen Mülheimer SV 06 waardoor het behoud verzekerd werd. Bonner FV degradeerde terwijl andere rivaal Beuel 06 de titel binnen rijfde. Wegens financiële problemen kon de club de lening aan de stad voor het stadion niet meer betalen en werd dit verkocht. De nieuwe eigenaar doopte dit om in Post-Stadion.
In de competitie ging het weer beter en net voor de laatste speeldag had de club nog kans op de titel in een wedstrijd tegen rechtstreekse concurrent SpVgg Sülz 07. Sülz kwam 2:0 voor maar TuRa keerde nog terug naar 2:2 wat toch resulteerde in een titel voor Sülz. Ook SSV Troisdorf 05 wipte nog over TuRa in de eindstand. Twee jaar later volgde echter een degradatie. De Gauliga werd opgesplitst wegens de Tweede Wereldoorlog en in 1943/44 vormde de club een oorlogsfusie met FV, Beuel en Post SV.
Na de oorlog speelde de club in regionale competities en na de oprichting van de Oberliga West speelde de club in de amateurliga, de derde klasse. In 1952 werd de titel behaald en in de eindronde om promotie verloor de club met zware cijfers van Viktoria Alsdorf. In 1954 stred de club weer mee om de titel, maar moest deze uiteindelijk aan Rapid Köln laten, rivaal Bonner FV degradeerde dat jaar naar de vierde klasse. Ook het volgende seizoen moest de club genoegen nemen met de tweede plaats achter SV Bergisch Gladbach 09. De beste tijd was nu voorbij voor de club en in 1956 werd TuRa slechts zesde en degradatie werd net ontlopen omdat het aantal reeksen in de derde klasse teruggebracht werd. Bonner FV was inmiddels teruggekeerd en deed het beter terwijl TuRa in 1958 zelf degradeerde. TuRa beperkte de afwezigheid in de Verbandsliga tot één seizoen en ondanks een slechte start met drie nederlagen werd de club uiteindelijk vierde. De volgende seizoenen eindigde de club in de middenmoot. In 1961/62 stond de club na de heenronde op een teleurstellende tiende plaats, echter volgde dan een zegereeks met slechts vijf verliespunten in de terugronde waardoor ze uiteindelijk nog kampioen werden. In de eindronde om het West-Duitse amateurkampioenschap versloeg de club Arminia Bielefeld en speelde gelijk tegen Duisburger FV 08 waardoor ze zich voor de nationale eindronde plaatsten. Na een overwinning op het tweede elftal van Werder Bremen stond de club in de finale tegenover het Berlijnse SC Tegel en verloor met 1:0. TuRa mocht promoveren naar de tweede klasse, maar verzaakte aan het profstatuut met het oog op financiële problemen en bleef in de amateurklasse. TuRa werd nog twee keer vice-kampioen
In 1965 eindigde de club op een zevende plaats. Na dit seizoen fuseerde de club met Bonner FV tot Bonner SC. Gesprekken voor een fusie liepen al sinds 1958, maar nu ging Bonner FV ook akkoord.